# Oloid
Oloid是一种三维曲面的名称。它由保罗·沙茨在1929年发现。它是一种可展曲面。

Oloid 构造

## 构造
Oloid曲面可由下述方法构造：将两个全等的圆形在三维空间内互相垂直放置，并保持它们的圆心距等于{\displaystyle r}（这时一个圆的圆周恰在另一个的圆心上）。构造一个凸曲面将上述骨架包裹，并使该凸曲面的面积最小，便得到一个Oloid曲面。可以证明oloid曲面和圆的交集是两条2/3圆弧。

## 性质

图为Oloid曲面的无压缩平面展开

### 表面积
Oloid曲面的表面积公式为（其中{\displaystyle r}为骨架圆的半径）：
{\displaystyle \!A=4\pi r^{2}}
这和半径为{\displaystyle r}的球体的表面积恰好相等。

### 体积
一个闭合的Oloid曲面所围成的体积是：
{\displaystyle {\frac {2}{3}}\left(2E\left({\frac {3}{4}}\right)+K\left({\frac {3}{4}}\right)\right)r^{3}}
其中{\displaystyle r}为骨架圆的半径，而{\displaystyle E}和{\displaystyle K}是椭圆积分。

### 可展性
Oloid曲面是可展曲面，因此对于曲面上的任何一点，其高斯曲率恒等于0。这意味着Oloid曲面可以不经过压缩变形而展开为一平坦的欧几里德平面。同样，特定形状的平坦平面可以不经压缩而围成Oloid曲面。右图即是Oloid曲面的二维展开。